# Stapediusreflex
Stapediusreflexen är en reflex som skyddar örat vid mycket högt ljud genom att motverka kraftig vibration. Reflexen verkar bilateralt genom att musculus stapedius (innervation n. facialis) spänns och drar stigbygeln (os stapes) bort från det ovala fönstret och dämpar därmed överföringen av ljudvågor.
Facialispares kan leda till överkänslighet för ljud, s.k. hyperakusi.